# 5735 Loripaul
5735 Loripaul eller 1989 LM är en asteroid i huvudbältet som upptäcktes 4 juni 1989 av den amerikanske astronomen Eleanor F. Helin vid Palomar-observatoriet. Den är uppkallad efter Lori L. Paul.
Asteroiden har en diameter på ungefär 4 kilometer och den tillhör asteroidgruppen Flora.